# Tom Sasso
Tom Sasso (né le 20 novembre 1966 à Everett, dans l'état du Massachusetts aux États-Unis) est un joueur professionnel américain de hockey sur glace.

## Carrière en club
En 1984, il commence sa carrière avec le Babson College dans la NCAA Division 3. Il est choisi au cours du repêchage d'entrée 1985 dans la Ligue nationale de hockey par les Nordiques de Québec en 10e ronde, en 204e position. Il passe professionnel avec les Chiefs de Johnstown dans l'East Coast Hockey League en 1988.

## Statistiques
| Saison    | Équipe                 | Ligue |    | Saison régulière | Saison régulière | Saison régulière | Saison régulière | Saison régulière |   | Séries éliminatoires | Séries éliminatoires | Séries éliminatoires | Séries éliminatoires | Séries éliminatoires |
| Saison    | Équipe                 | Ligue | PJ | B                | A                | Pts              | Pun              | PJ               | B | A                    | Pts                  | Pun                  |                      |                      |
| 1984-1985 | Babson College         | NCAA  | 31 | 18               | 36               | 54               | 4                | -                | - | -                    | -                    | -                    |                      |                      |
| 1985-1986 | Babson College         | NCAA  | 28 | 25               | 33               | 58               | 6                | -                | - | -                    | -                    | -                    |                      |                      |
| 1986-1987 | Babson College         | NCAA  | 29 | 22               | 31               | 53               | 8                | -                | - | -                    | -                    | -                    |                      |                      |
| 1987-1988 | Babson College         | NCAA  | -  | -                | -                | -                | -                | -                | - | -                    | -                    | -                    |                      |                      |
| 1988-1989 | Chiefs de Johnstown    | ECHL  | 60 | 36               | 65               | 101              | 4                | 11               | 5 | 19                   | 24                   | 2                    |                      |                      |
| 1989-1990 | Cherokees de Knoxville | ECHL  | 43 | 17               | 23               | 40               | 10               | -                | - | -                    | -                    | -                    |                      |                      |
| 1990-1991 | Cherokees de Knoxville | ECHL  | 58 | 29               | 64               | 93               | 10               | 3                | 1 | 1                    | 2                    | 0                    |                      |                      |
| 1991-1992 | Bulldogs de Flint      | CoHL  | 60 | 48               | 67               | 115              | 0                | -                | - | -                    | -                    | -                    |                      |                      |
| 1992-1993 | Bulldogs de Flint      | CoHL  | 17 | 5                | 9                | 14               | 0                | 6                | 3 | 4                    | 7                    | 0                    |                      |                      |